# 리얼 실험쇼 별난 과학
리얼 실험쇼 별난 과학(It's Effin' Science)은 G4채널에서 방송된 미합중국의 방송이다. 또한 리얼 실험쇼 별난 과학의 출연진으로는 앤지 그린업과 마크 호로위츠, 그리고 채드 즈데넥이며, 프로듀서는 레네게이드 프로듀션이다. 또한 총 10개의 에피소드가 2010년 9월 7일까지 방송되었다. 대한민국에서는 Channel IT에서 방송되었다.

## 출연진
- 앤지 그린업: 주인님
- 마크 호로위츠: 실험용 쥐
- 채드 즈데넥: 과학에 미친 남자

## 에피소드

### 시즌1
| 에피소드 번호 | 방송일자        | 예고 |
| ------------- | --------------- | --- |
| 1-1           | 2010년 6월 15일 | 감자총을 만들어 보세요. 수영파티에서 페로몬 실험도 해보세요. 그리고 절대 질 수 없는 술집 내기를 당신께만 알려드립니다.                          |
| 1-2           | 2010년 6월 22일 | 사탕 로켓으로 화장실을 100m까지 올려버렸습니다. 직접 만드는 차량도난방지기계, 그리고 술마시고 운전하기와 문자하며 운전하기. 누가 더 위험할까요? |
| 1-3           | 2010년 6월 29일 | 더 위험해졌습니다. 활활 타는 닭총을 만들었습니다. 안전하게 떨어지는 3가지 방법; 그리고 운전실을 꽁꽁 얼려 버립니다.                             |
| 1-4           | 2010년 7월 10일 | 호버크라프트를 완성했습니다. 3가지 방법의 충격파와 태양 에너지 가젯을 보여드립니다.                                                             |
| 1-5           | 2010년 8월 3일  | |
| 1-6           | 2010년 8월 10일 | |
| 1-7           | 2010년 8월 17일 | 정전기와 놀아난 마크를 공개합니다. 인형을 우주로 날려 보내버렸습니다.                                                                           |
| 1-8           | 2010년 8월 24일 | 별난 과학표 불꽃놀이, 무지개 파티. 더 놀라워져 돌아온 절대 질 수 없는 내기.                                                                     |
| 1-9           | 2010년 8월 31일 | 집에서 화산을 터뜨리세요. 재밌는 화장실의 이야기와 절대 질 수 없는 내기를 알려드립니다.                                                         |
| 1-10          | 2010년 9월 7일  | 마지막회, 세상에서 가장 빠른 쇼핑 카트 |